# Central Nuclear de Darlington

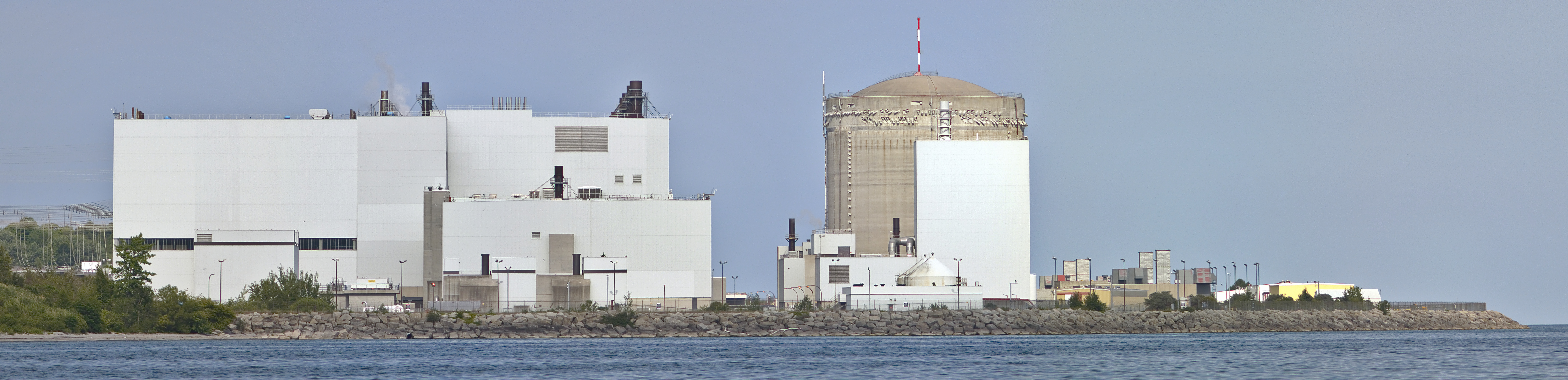
Darlington Nuclear Generating Station

La Darlington Nuclear Generating Station es una planta de energía nuclear canadiense situada en Clarington, Ontario. El nombre de la instalación procede de la ciudad de Darlington, en cuyo ejido municipal está situada. Provee aproximadamente el 20% de la potencia eléctrica que consume Ontario, suficiente para alimentar una ciudad con una población de unos 2 millones de habitantes.
La instalación se construyó por etapas entre 1981-1993 por la corporación provincial de la Corona, Ontario Hydro. En abril de 1999 Ontario Hydro fue dividida en 5 corporaciones, de las cuales Ontario Power Generation (OPG) se hizo cargo de todas las plantas de generación eléctrica y sigue encargada de operar la estación de Darlington.
La planta Darlington es una gran instalación nuclear y está dotada con 4 reactores CANDU situados en la orilla norte del Lago Ontario. La potencia total combinada de los 4 reactores es de 3.524 MWe (potencia eléctrica neta) y 3.740 MWe (potencia eléctrica bruta) cuando todas las unidades están en funcionamiento.
Para la mayoría de los habitantes de Ontario, la planta de Darlington está asociada con los excesos masivos sobre el presupuesto de costes en que se incurrió durante su construcción. El coste inicial estimado de la planta era de 2500 millones de dólares canadienses, mientras que el coste final resultó ser de 14400 millones. El debate sobre quien es responsable por estos sobrecostos y por las subsiguientes deudas asociadas con la planta de Darlington, surgen a menudo durante las campañas de elecciones provinciales, y también a menudo son objeto de mención en la literatura antinuclear.
Recientemente ha habido rumores sobre que serían construidos dos nuevos reactores en la planta Darlington. Archivado el 11 de marzo de 2007 en Wayback Machine.
Los reactores son los siguientes:
DARLINGTON
- DARLINGTON 1
- DARLINGTON 2
- DARLINGTON 3
- DARLINGTON 4